# 21588 Джіанеллі
21588 Джіанеллі (21588 Gianelli) — астероїд головного поясу, відкритий 26 вересня 1998 року.
Тіссеранів параметр щодо Юпітера — 3,205.